# Fedenatur
Fedenatur (Eigenschreibweise: FEDENATUR) war ein europäisches Netzwerk von regionalen und lokalen Körperschaften, die für die Verwaltung von Naturräumen im direkten Umfeld städtischer Gebiete zuständig waren. Seit dem Herbst 2017 ist Fedenatur in die EUROPARC Federation integriert.

## Geschichte und Ziele
Fedenatur wurde 1997 gegründet, um seinen Mitgliedern als Plattform zum Austausch über Themen zu dienen, die mit der Nähe von Naturräumen zu urbanen Siedlungsräumen in Verbindung stehen. Eine zentrale Rolle spielte dabei die zunehmende Urbanisierung: In Europa leben über 75 % der Bevölkerung in Städten und urbanen Ballungsräumen. Im Gegensatz zu Nationalparks, die meist weit entfernt von urbanen Gebieten liegen, stehen Naturräume in periurbaner Lage sowohl unter dem Aspekt des Umweltschutzes als auch unter dem der sozialen Nutzbarkeit für die Bevölkerung.
Ein zentrales Merkmal periurbaner Parks ist ihre Multifunktionalität, wodurch die zuständigen Verwaltungseinheiten mit verschiedenen ökologischen, sozialen und organisatorischen Herausforderungen konfrontiert sind.
Im Jahr 2015 umfasste das Netzwerk 35 Partner aus acht europäischen Staaten. Der Hauptsitz von Fedenatur befand sich in der Verwaltung des Mittelgebirges Serra de Collserola, einem Naturpark im Zentrum der Àmbit Metropolità de Barcelona.
Im Herbst 2017 integrierte sich Fedenatur auf eigenen Beschluss in die EUROPARC Federation.

## Projekte
Fedenatur war an drei europäischen Interreg-Projekten beteiligt, die den Austausch technischer Informationen sowie die Bewusstseinsschärfung für das Konzept periurbaner Parks fördern sollten.
Im Rahmen des vom Europäischen Fonds für regionale Entwicklung (EFRE) kofinanzierten Projekts Periurban übernahm Fedenatur vom 1. Januar 2009 bis zum 31. Dezember 2012 die Rolle des Kommunikationskoordinators. Ziel war es, auf interregionaler Ebene Erfahrungen zur Verwaltung stadtnaher Naturräume auszutauschen.
Zwei Studien wurden im Auftrag der Generaldirektion Umwelt der Europäischen Union ausgearbeitet. Die erste Studie (2004), mit dem Titel „The place of periurban natural spaces for a sustainable city“, beschreibt ökologische, soziale, wirtschaftliche und kulturelle Funktionen solcher Gebiete. Die zweite Studie (2009–2012) analysierte verschiedene Verwaltungsmodelle und Einrichtungen periurbaner Parks.
Im Jahr 2005 schloss sich Fedenatur dem European Habitat Forum (EHF) an, einer Gruppe aus im Umweltschutz tätigen nicht-staatlichen Organisationen, die der Generaldirektion Umwelt der EU beratend zur Seite stehen. Das EHF, dessen Mitglieder sich zweimal jährlich mit den Kommissionsbeamten der DG treffen, hat den Zweck, die direkte Kommunikation zwischen Naturschutzorganisationen und EU zu vereinfachen.
2008 veröffentlichte der IUCN World Congress auf Vorschlag von Fedenatur eine Empfehlung zum Schutz periurbaner Naturräume in Stadt- und Ballungsgebieten.
Mit dem Kommunikationspapier der Europäischen Kommission zur Grünen Infrastruktur (COM (2013) 249 final) fand der Begriff periurbaner Räume zunehmend Eingang in den politischen Diskurs. Fedenatur beteiligte sich mit Fachwissen an Diskussionen zur Ausarbeitung dieser Strategie.

## Mitglieder
- Anillo Verde de Vitoria-Gasteiz – Vitoria-Gasteiz
- Arche de la Nature – Le Mans
- Communauté d’agglomération Grenoble Alpes Métropole
- Dehesa del Generalife – Granada
- Dunas de San Antón – El Puerto de Santa María
- El Alamillo – Sevilla
- Espace Naturel Lille Métropole – Lille
- Espaces Nature de Tours – Tours
- Espaces Verts Seine-Saint-Denis – Bobigny, Paris
- Forêt de Soignes – Sonian Forest – Brüssel
- Forêts rhénanes périurbaines – Straßburg
- Grand Parc Miribel Jonage – Lyon
- Los Toruños – El Puerto de Santa María
- Metropolitan Association of Upper Silesia – Katowice
- Mount Hymettus Aesthetic Forest – Athen, Attika
- Natural Park Drahán – Troja, Prag
- Parco Naturale Regionale di Portofino – Genua
- Parc Serralada Litoral – Cabrera de Mar
- Parc agrari de Sabadell – Parc Fluvial del Ripoll – Sabadell
- Parc de l’Espai d’Interès Natural de Gallecs – Mollet del Vallès
- Parco Agricolo Sud Milano – Mailand
- Parco di Montemarcello-Magra – Sarzana
- Parco Fluviale del Po Torinese – Turin
- Parco Nord Milano – Mailand
- Parco della Piana – Florenz
- Parco delle Groane – Mailand
- Parco fluviale Gesso e Stura – Cuneo
- Parque Florestal de Monsanto – Lissabon
- Parque Natural Montes de Málaga – Málaga
- Parque Periurbano La Corchuela – Sevilla
- Parque Periurbano Los Villares – Córdoba
- Parque Periurbano Monte de la Sierra – Jaén
- SPAY - Union for the Protection and Development of Hymettus Mountain – Vyronas, Attica
- Parc Natural de la Serra de Collserola – Barcelona
- Xarxa Parcs Naturals Barcelona – Provinz Barcelona